# Hypo-Meeting
Hypo-Meeting ou Mehrkampf-Meeting Götzis est une compétition d'athlétisme disputée à Götzis (ville du Vorarlberg, en Autriche), réunissant les meilleurs athlètes mondiaux dans les disciplines des épreuves combinées (décathlon chez les hommes et heptathlon chez les femmes).

## Histoire
En 1972, la communauté montfortaine d'athlétisme a été fondée à Götzis, dans le Vorarlberg. Un an plus tard, la communauté a proposé d'organiser le championnat multidisciplinaire autrichien, ce qu'elle a finalement fait en 1975, remplaçant l'événement multidisciplinaire préexistant à Schielleiten. Le premier Hypo-Meeting ne proposait que la compétition masculine lors de sa création en 1975, et la compétition et les épreuves féminines ont été ajoutées en 1981.
Le meeting se déroule chaque année entre la fin du mois de mai et le début du mois de juin au Möslestadion, il fait partie du calendrier de la Coupe du monde des épreuves combinées IAAF. L'IAAF évoque ce meeting comme les « meilleures épreuves combinées au monde ».
Certains athlètes ont remporté l'épreuve à plusieurs reprises, à l'image du Tchèque Roman Šebrle ou de la Suédoise Carolina Klüft, vainqueurs du meeting cinq fois consécutivement. Trois records du monde du décathlon ont été améliorés à l'occasion de cette compétition, en 1980 et 1982 par Daley Thompson, et en 2001 par Roman Šebrle.

## Palmarès

### Hommes
: Record du meeting
| Année | 1er                 | 1er            | 2e                  | 2e             | 3e                      | 3e        | Réf.   | Réf. |
| ----- | ------------------- | -------------- | ------------------- | -------------- | ----------------------- | --------- | ------ | ---- |
| 1975  | Peter Kratky        | 7 445 pts      | Rumen Markov        | 7 396 pts      | Claus Marek             | 7 341 pts |        |      |
| 1976  | Guido Kratschmer    | 8 302          | Sepp Zeilbauer      | 8 219          | Yves Le Roy             | 7 862     |        |      |
| 1977  | Sepp Zeilbauer      | 8 039          | Fred Dixon          | 7 905          | Daley Thompson          | 7 865     |        |      |
| 1978  | Guido Kratschmer    | 8 411          | Daley Thompson      | 8 227          | Sepp Zeilbauer          | 8 093     |        |      |
| 1979  | Thierry Dubois      | 8 138          | Tynu Kaukis         | 7 878          | Viktor Grusenkin        | 7 768     |        |      |
| 1980  | Daley Thompson      | 8 648 (WR)     | Guido Kratschmer    | 8 424          | Jürgen Hingsen          | 8 277     |        |      |
| 1981  | Sepp Zeilbauer      | 8 182          | Dariusz Ludwig      | 8 036          | Yuriy Kutsenko          | 7 942     |        |      |
| 1982  | Daley Thompson      | 8 732 (WR)     | Jürgen Hingsen      | 8 541          | Grigoriy Degtyaryov     | 8 251     |        |      |
| 1983  | Grigoriy Degtyaryov | 8 469          | Konstantin Achapkin | 8 188          | Dave Steen              | 8 155     |        |      |
| 1984  | Grigoriy Degtyaryov | 8 556          | Aleksandr Nevskiy   | 8 491          | Siegfried Wentz         | 8 257     |        |      |
| 1985  | Uwe Freimuth        | 8 473          | Torsten Voss        | 8 424          | Aleksandr Nevskiy       | 8 409     |        |      |
| 1986  | Guido Kratschmer    | 8 519          | Uwe Freimuth        | 8 322          | Thomas Fahner           | 8 170     |        |      |
| 1987  | Siegfried Wentz     | 8 645          | Torsten Voss        | 8 331          | Alain Blondel           | 8 228     |        |      |
| 1988  | Uwe Freimuth        | 8 381          | Dave Steen          | 8 362          | Thomas Fahner           | 8 362     |        |      |
| 1989  | Christian Plaziat   | 8 485          | Christian Schenk    | 8 351          | Norbert Demmel          | 8 152     |        |      |
| 1990  | Christian Schenk    | 8 481          | Dezső Szabó         | 8 306          | Siegfried Wentz         | 8 138     |        |      |
| 1991  | Mike Smith          | 8 427          | Robert Změlík       | 8 346          | Mikhail Medved          | 8 278     |        |      |
| 1992  | Robert Změlík       | 8 627          | Eduard Hämäläinen   | 8 483          | Mike Smith              | 8 409     |        |      |
| 1993  | Eduard Hämäläinen   | 8 604          | Paul Meier          | 8 460          | Mike Smith              | 8 362     |        |      |
| 1994  | Eduard Hämäläinen   | 8 735          | Henrik Dagård       | 8 359          | Stefan Schmid           | 8 201     |        |      |
| 1995  | Erki Nool           | 8 575          | Eduard Hämäläinen   | 8 438          | Michael Kohnle          | 8 302     |        |      |
| 1996  | Mike Smith          | 8 626          | Tomáš Dvořák        | 8 492          | Erki Nool               | 8 447     |        |      |
| 1997  | Eduard Hämäläinen   | 8 617          | Tomáš Dvořák        | 8 582          | Mike Smith              | 8 555     |        |      |
| 1998  | Erki Nool           | 8 672          | Tomáš Dvořák        | 8 592          | Jón Arnar Magnússon     | 8 573     |        |      |
| 1999  | Tomáš Dvořák        | 8 738          | Erki Nool           | 8 460          | Lev Lobodin             | 8 427     |        |      |
| 2000  | Tomáš Dvořák        | 8 900          | Roman Šebrle        | 8 757          | Erki Nool               | 8 742     |        |      |
| 2001  | Roman Šebrle        | 9 026 (WR)     | Erki Nool           | 8 604          | Tomáš Dvořák            | 8 527     |        |      |
| 2002  | Roman Šebrle        | 8 800          | Tom Pappas          | 8 583          | Oleksandr Yurkov        | 8 509     |        |      |
| 2003  | Roman Šebrle        | 8 807          | Tom Pappas          | 8 585          | Jón Arnar Magnússon     | 8 222     |        |      |
| 2004  | Roman Šebrle        | 8 842          | Tom Pappas          | 8 732          | Dmitriy Karpov          | 8 512     |        |      |
| 2005  | Roman Šebrle        | 8 534          | Attila Zsivoczky    | 8 480          | Aleksandr Pogorelov     | 8 429     | [ 4 ]  |      |
| 2006  | Bryan Clay          | 8 677          | Dmitriy Karpov      | 8 293          | Maurice Smith           | 8 269     | [ 5 ]  |      |
| 2007  | Andrei Krauchanka   | 8 617          | Roman Šebrle        | 8 518          | Bryan Clay              | 8 493     | [ 6 ]  |      |
| 2008  | Dmitriy Karpov      | 8 504          | Aleksey Sysoyev     | 8 497          | Aleksandr Pogorelov     | 8 381     | [ 7 ]  |      |
| 2009  | Michael Schrader    | 8 522          | Trey Hardee         | 8 516          | Pascal Behrenbruch      | 8 374     | [ 8 ]  |      |
| 2010  | Bryan Clay          | 8 483          | Romain Barras       | 8 297          | Leonel Suárez           | 8 286     | [ 9 ]  |      |
| 2011  | Trey Hardee         | 8 689          | Leonel Suárez       | 8 440          | Mikk Pahapill           | 8 398     | [ 10 ] |      |
| 2012  | Hans Van Alphen     | 8 519          | Eelco Sintnicolaas  | 8 506          | Pascal Behrenbruch      | 8 433     | [ 11 ] |      |
| 2013  | Damian Warner       | 8 307          | Carlos Chinin       | 8 182          | Gunnar Nixon            | 8 131     | [ 12 ] |      |
| 2014  | Trey Hardee         | 8 518          | Kai Kazmirek        | 8 471          | Rico Freimuth           | 8 317     | [ 13 ] |      |
| 2015  | Kai Kazmirek        | 8 462 pts      | Michael Schrader    | 8 415 pts      | Willem Coertzen         | 8 398 pts | [ 14 ] |      |
| 2016  | Damian Warner       | 8 523 pts      | Kevin Mayer         | 8 446 pts      | Kai Kazmirek            | 8 318 pts |        |      |
| 2017  | Damian Warner       | 8 591 pts (WL) | Eelco Sintnicolaas  | 8 539 pts (NR) | Rico Freimuth           | 8 365 pts |        |      |
| 2018  | Damian Warner       | 8 795 pts      | Maicel Uibo         | 8 514 pts      | Pieter Braun            | 8 342 pts |        |      |
| 2019  | Damian Warner       | 8 711 pts (WL) | Lindon Victor       | 8 473 pts      | Maicel Uibo             | 8 363 pts |        |      |
| 2021  | Damian Warner       | 8 995 pts      | Pierce Lepage       | 8 534 pts      | Thomas Van der Plaetsen | 8 430 pts | [ 15 ] |      |
| 2022  | Damian Warner       | 8 797 pts      | Lindon Victor       | 8 447 pts      | Simon Ehammer           | 8 377 pts |        |      |
| 2023  | Pierce Lepage       | 8 700 pts      | Damian Warner       | 8 619 pts      | Sander Skotheim         | 8 590 pts |        |      |
| 2024  | Damian Warner       | 8 678 pts      | Sven Roosen         | 8 517 pts      | Johannes Erm            | 8 462 pts |        |      |
| 2025  | Sander Skotheim     | 8 909 pts      | Kyle Garland        | 8 626 pts      | Simon Ehammer           | 8 575 pts |        |      |

### Femmes
: Record du meeting
| Année | 1re                       | 1re                    | 2e                        | 2e             | 3e                       | 3e             | Réf.   | Réf. |
| ----- | ------------------------- | ---------------------- | ------------------------- | -------------- | ------------------------ | -------------- | ------ | ---- |
| 1981  | Jane Frederick            | 6 291                  |                           |                |                          |                |        |      |
| 1982  | Jane Frederick            | 6 438                  |                           |                |                          |                |        |      |
| 1983  | Natalia Choubenkova       | 6 517                  |                           |                |                          |                |        |      |
| 1984  | Nadezhda Vinogradova      | 6 289                  |                           |                |                          |                |        |      |
| 1985  | Jane Frederick            | 6 666                  |                           |                |                          |                |        |      |
| 1986  | Jackie Joyner-Kersee      | 6 841                  |                           |                |                          |                |        |      |
| 1987  | Anke Behmer               | 6 692                  |                           |                |                          |                |        |      |
| 1988  | Anke Behmer               | 6 805                  |                           |                |                          |                |        |      |
| 1989  | Anke Behmer               | 6 686                  |                           |                |                          |                |        |      |
| 1990  | Sabine Braun              | 6 604                  |                           |                |                          |                |        |      |
| 1991  | Sabine Braun              | 6 584                  |                           |                |                          |                |        |      |
| 1992  | Sabine Braun              | 6 985                  |                           |                |                          |                |        |      |
| 1993  | Svetla Dimitrova          | 6 594                  |                           |                |                          |                |        |      |
| 1994  | Sabine Braun              | 6 665                  | Larisa Nikitina           | 6 596          | Rita Ináncsi             | 6 573          |        |      |
| 1995  | Ghada Shouaa              | 6 715                  | Sabine Braun              | 6 617          | Irina Tyukhay            | 6 604          |        |      |
| 1996  | Ghada Shouaa              | 6 942                  | Denise Lewis              | 6 645          | Sabine Braun             | 6 626          |        |      |
| 1997  | Denise Lewis              | 6 736                  | Natallia Sazanovich       | 6 442          | Kym Carter               | 6 235          |        |      |
| 1998  | Irina Belova              | 6 466                  | Urszula Włodarczyk        | 6 423          | Peggy Beer               | 6 382          |        |      |
| 1999  | DeDee Nathan              | 6 577                  | Irina Belova              | 6 467          | Karin Ertl               | 6 332          |        |      |
| 2000  | Eunice Barber             | 6 842                  | Natalya Roshchupkina      | 6 513          | Sabine Braun             | 6 464          |        |      |
| 2001  | Eunice Barber             | 6 736                  | Ielena Prokhorova         | 6 576          | Natalya Roshchupkina     | 6 551          |        |      |
| 2002  | Shelia Burrell            | 6 363                  | Sabine Braun              | 6 299          | Kathleen Gutjahr         | 6 222          |        |      |
| 2003  | Carolina Klüft            | 6 602                  | Austra Skujytė            | 6 213          | Sonja Kesselschläger     | 6 175          |        |      |
| 2004  | Carolina Klüft            | 6 820                  | Kelly Sotherton           | 6 406          | Nataliya Dobrynska       | 6 387          |        |      |
| 2005  | Carolina Klüft            | 6 824                  | Kelly Sotherton           | 6 547          | Hyleas Fountain          | 6 502          |        |      |
| 2006  | Carolina Klüft            | 6 719                  | Lyudmyla Blonska          | 6 448          | Lilli Schwarzkopf        | 6 335          |        |      |
| 2007  | Carolina Klüft            | 6 681                  | Lyudmyla Blonska          |                | Jennifer Oeser           |                |        |      |
| 2008  | Anna Bogdanova            | 6 452                  | Karolina Tyminska         | 6 351          | Olga Kurban              | 6 343          |        |      |
| 2009  | Nataliya Dobrynska        | 6 558                  | Hanna Melnychenko         | 6 445          | Lyudmyla Yosypenko       | 6 361          |        |      |
| 2010  | Jessica Ennis             | 6 689                  | Lyudmyla Yosypenko        | 6 260          | Jennifer Oeser           | 6 193          |        |      |
| 2011  | Jessica Ennis             | 6 790                  | Antoinette Nana Djimou    | 6 409          | Jennifer Oeser           | 6 359          | [ 16 ] |      |
| 2012  | Jessica Ennis             | 6 906                  | Austra Skujytė            | 6 493          | Lilli Schwarzkopf        | 6 461          | [ 16 ] |      |
| 2013  | Brianne Theisen           | 6 376                  | Nadine Broersen           | 6 345          | Dafne Schippers          | 6 287          | [ 17 ] |      |
| 2014  | Katarina Johnson-Thompson | 6 682                  | Brianne Theisen-Eaton     | 6 641          | Dafne Schippers          | 6 545          |        |      |
| 2015  | Brianne Theisen-Eaton     | 6 808 pts              | Carolin Schäfer           | 6 547 pts      | Nadine Broersen          | 6 531 pts      |        |      |
| 2016  | Brianne Theisen-Eaton     | 6 765 pts              | Laura Ikauniece-Admidiņa  | 6 622 pts      | Carolin Schäfer          | 6 557 pts      |        |      |
| 2017  | Nafissatou Thiam          | 7 013 pts (WL, NR, MR) | Carolin Schäfer           | 6 836 pts (PB) | Laura Ikauniece-Admidiņa | 6 815 pts (NR) |        |      |
| 2018  | Nafissatou Thiam          | 6 806 pts (WL)         | Yorgelis Rodríguez        | 6 742 pts (NR) | Erica Bougard            | 6 725 pts (PB) |        |      |
| 2019  | Katarina Johnson-Thompson | 6 813 pts (WL), (PB)   | Laura Ikauniece-Admidiņa  | 6 476 pts      | Xénia Krizsán            | 6 469 pts (PB) |        |      |
| 2021  | Xénia Krizsán             | 6 651 pts              | Anouk Vetter              | 6 536 pts      | Kendell Williams         | 6 383 pts      | [ 15 ] |      |
| 2022  | Anouk Vetter              | 6 693 pts              | Adrianna Sułek            | 6 429 pts      | Vanessa Grimm            | 6 323 pts      |        |      |
| 2023  | Anna Hall                 | 6 988 pts              | Katarina Johnson-Thompson | 6 556 pts      | Adrianna Sułek           | 6 480 pts      |        |      |
| 2024  | Anouk Vetter              | 6 642 pts              | Annik Kälin               | 6 506 pts      | Michelle Atherley        | 6 465 pts      |        |      |
| 2025  | Anna Hall                 | 7 032 pts (WL, MR)     | Sofie Dokter              | 6 576 pts      | Martha Araujo            | 6 475 pts      |        |      |

## Records du meeting
| Épreuve           | Athlète             | Record             | Date          | Réf.   |
| ----------------- | ------------------- | ------------------ | ------------- | ------ |
| Décathlon         | Roman Šebrle        | 9 026 points (WR)  | 27 mai 2001   | [ 18 ] |
| 100 m             | Damian Warner       | 10 s 14 (+0,7 m/s) | 29 mai 2021   | [ 15 ] |
| Saut en longueur  | Simon Ehammer       | 8,45m (WDB)        | 28 mai 2022   |        |
| Lancer du poids   | Mike Smith          | 17.45 m            | 1997          |        |
| Saut en hauteur   | Christian Schenk    | 2,23 m             | 1990          |        |
| 400 m             | Ayden Owens-Delerme | 46 s 20            | 31 mai 2025   |        |
| 110 m haies       | Damian Warner       | 13 s 36            | 30 mai 2021   | [ 15 ] |
| Lancer du disque  | Norbert Demel       | 55,14 m            | 1995          |        |
| Saut à la perche  | Erki Nool           | 5,55 m             | 2000          |        |
| Lancer du javelot | Leonel Suárez       | 75,49 m            | 29 mai 2011   | [ 19 ] |
| 1500 m            | Jeff Tesselaar      | 4 min 08 s 31      | 1er juin 2025 |        |
| Heptathlon        | Anna Hall           | 7 032 points       | 1er juin 2025 |        |
| 100 m haies       | Nadine Visser       | 12 s 78            | 27 mai 2017   |        |
| Saut en hauteur   | Nafissatou Thiam    | 2,01 m (WHB)       | 26 mai 2018   |        |
| Lancer du poids   | Austra Skujytė      | 16,92 m            | 28 mai 2005   |        |
| 200 m             | Dafne Schippers     | 22 s 35 (+1,5 m/s) | 31 mai 2014   | [ 20 ] |
| Saut en longueur  | Svetlana Moskalets  | 6,93 m             | 28 mai 1995   |        |
| Lancer du javelot | Nafissatou Thiam    | 59,32 m            | 28 mai 2017   |        |
| 800 m             | Anna Hall           | 2 min 01 s 23      | 1er juin 2025 |        |

## Édition 2017
L'édition 2017 voit se disputer le plus gros heptathlon féminin de l'histoire : 
- 1 femme au-dessus des 7 000 points (Nafissatou Thiam), 3 au-dessus des 6 800 (+ Carolin Schäfer et Laura Ikauniece-Admidiņa), 4 au-dessus des 6 600 (+ Katarina Johnson-Thompson) et 7 au-dessus de 6 400 (+ Claudia Salman, Erica Bougard et Anouk Vetter).
- Le record féminin de l'Hypo-Meeting : 7 013 (Nafissatou Thiam).
- 3 records féminins de l'Hypo-Meeting sont battus : 100 m haies (12 s 78, Nadine Visser), hauteur (1,98 m, Nafissatou Thiam) et javelot (59,32 m, Nafissatou Thiam).
- 5 records nationaux de l'heptathlon féminin sont également battus : Belgique (Nafissatou Thiam 7 013) — Lettonie (Laura Ikauniece-Admidiņa 6 815) — Suisse (Géraldine Ruckstuhl 6 291) — Estonie (Grit Šadeiko 6 280) et Burkina Faso (Marthe Koala 6 036)
- 2 records nationaux du lancer du javelot féminin sont effacés : Belgique (Nafissatou Thiam 59,32 m) et Suisse (Géraldine Ruckstuhl 58,31 m).